# Ipiranga de Goiás
Ipiranga de Goiás är en kommun i Brasilien.   Den ligger i delstaten Goiás, i den centrala delen av landet, 200 km väster om huvudstaden Brasília. Antalet invånare är 2 844. Arean är 241 kvadratkilometer.
Terrängen i Ipiranga de Goiás är kuperad åt sydväst, men åt nordost är den platt.
Omgivningarna runt Ipiranga de Goiás är huvudsakligen savann. Runt Ipiranga de Goiás är det ganska glesbefolkat, med 47 invånare per kvadratkilometer.